# Johann Natterer
Johann Natterer  (Laxenburg, 1787. november 9. – Bécs, 1843. június 17.) osztrák zoológus,  természettudós és felfedező.  Zoológiai szakmunkákban nevének rövidítése: „Natterer”.

## Fiatalsága
Johann Natterer Joseph Natterer (1754-1823) állatpreparátor, császári solymász és Maria Anna Theresia Schober a laxenburgi pékmester lánya második gyermekeként született 1787. november 9-én. Bátyja Joseph (1776–1852) szintén zoológusként tevékenykedett. Johann tanulmányait a piaristáknál kezdte, majd 1794-ben általános gimnáziumi tanulmányokra iratkozott át és ott érettségizett le. 1802 és 1803 között a Bécsi Egyetem természettudományi karán hallgatott előadásokat.
I. Ferenc császár amikor felszámoltatta a laxenburgi solymászatot, megvette idősb. Joseph Natterertől a hazai madarakból, emlősökből és rovarokból álló gyűjteményét. Ez 1794-ben került Bécsbe a fizikai és csillagászati gyűjteményhez, mellyel együtt a nyilvánosság számára is megtekinthetővé tették, de tudományos vagy didaktikai szempontból nem foglalták rendszerbe. A Natterer testvérek apjuk nyomdokában a gyűjtemény gondozásában részt vettek, így a madár és állatpreparátumok készítésének mestereivé váltak. Joseph kezdetben a gyűjtemény további gondozásában önként segített még múzeumőrködött is. Johann 1808-tól vállalt feladatokat.

## Munkássága
1817-ben I. Ferenc osztrák császár támogatta Johann útját Brazíliába, abból az alkalomból, hogy lánya Mária Leopoldina házasságot kötött a portugál koronaherceg Dom Pedro de Alcántarával a későbbi brazil császárral és portugál királlyal. Az utazás során Natterer zoológusként együtt utazott más neves természettudósokkal, mint például Johann Baptist von Spixel és Carl Friedrich Philipp von Martiusszal. Megérkezése után Dél-Amerikában 18 évet dolgozott egészen az 1835-ben bekövetkezett hazautazásáig. Bécsbe visszatérve nagy gyűjteményét közte számos új fajjal, mint például a dél-amerikai gőtehallal (Lepidosiren paradoxa) a Bécsi Természettudományi Múzeum elődjének számító k.k. Naturalien-Cabinetes-nek adta át.
Natterer nem tette közzé tanulmányait, mert jegyzetei és naplója elégett az 1848-as bécsi forradalom alatt keletkezett hofburgi tűzben. A 60000 rovart számláló mintagyűjteménye azonban megmaradt a "Brazil Múzeum"hoz tartozó "Harrach" házban, melyet szerencsére elkerült a tűzvész. Az utódok munkássága elismeréseként több fajt is róla neveztek el, ilyen például a horgasszőrű denevér (Myotis nattereri)

## Fordítás
- Ez a szócikk részben vagy egészben  a   Johann Natterer című angol Wikipédia-szócikk ezen változatának fordításán alapul.  Az eredeti cikk szerkesztőit annak laptörténete sorolja fel. Ez a jelzés csupán a megfogalmazás eredetét és a szerzői jogokat jelzi, nem szolgál a cikkben szereplő információk forrásmegjelöléseként.